# Ucklum
Ucklum est une localité de Suède située dans la commune de Stenungsund du comté de Västra Götaland. Elle couvre une superficie de 0,3 km2. En 2010, elle compte 255 habitants.